# Bungard (Sibiu)
Bungard (deutsch Baumgarten, ungarisch Bongárd) ist ein Dorf in der Region Siebenbürgen in Rumänien.

## Lage

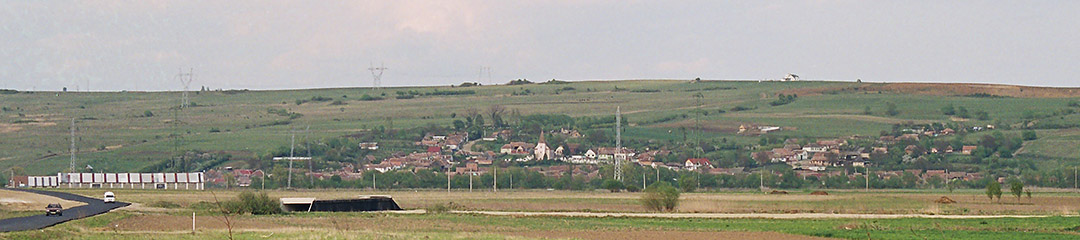
Bungard mit der Autobahnbaustelle im Vordergrund

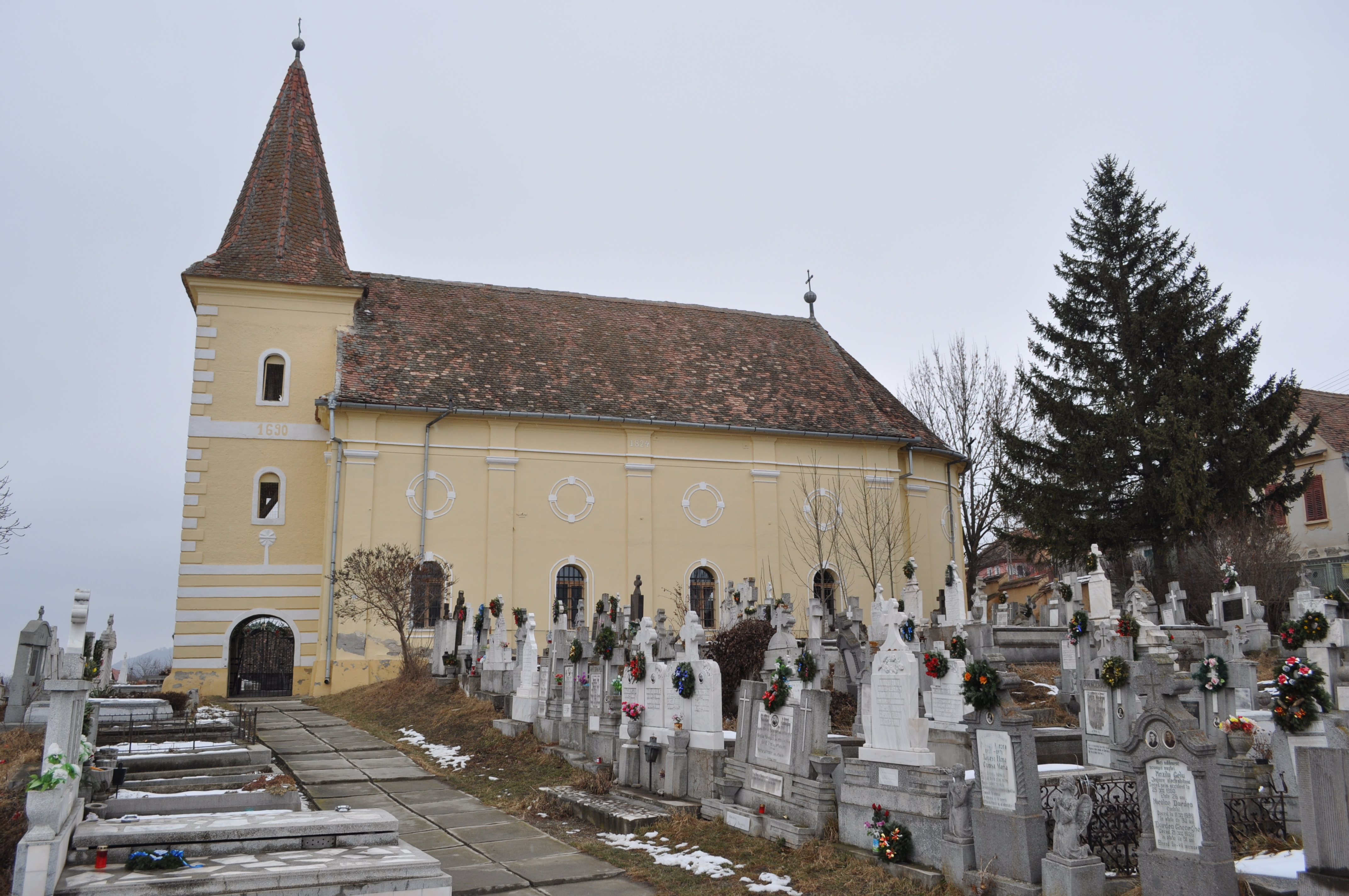
Orthodoxe Dorfkirche

Bungard ist das südöstliche Nachbardorf von Hermannstadt und ist verwaltungsmäßig Teil der Gemeinde Șelimbăr (Schellenberg), drei Kilometer außerhalb des Gemeindezentrums gelegen.
Zwischen Bungard und Șelimbăr verläuft seit 2010 die Autobahn A1, die hier zugleich die Stadtumfahrung von Hermannstadt ist. Parallel zur Autobahntrasse verläuft eine Eisenbahnstrecke der CFR.

## Geschichte
Bungard ist eine jener siebenbürgischen Ortschaften, die von bulgarischen Bogumilen gegründet wurden. Die bulgarische Bevölkerung assimilierte sich im Lauf der Jahrhunderte an die rumänische Mehrheitsbevölkerung.

## Sehenswürdigkeiten
- Orthodoxe Dorfkirche Adormirea Maicii Domnului 1690 errichtet und 1824 umgebaut, steht unter Denkmalschutz.[2]